# Cyphorhinus phaeocephalus
Cyphorhinus phaeocephalus là một loài chim trong họ Troglodytidae.